# Johan är död
Johan är död är en svensk TV-film från 1982 i regi av Göran Gunér. Filmen bygger på Eva Wikanders barnbok med samma namn från 1977. I rollerna ses bland andra Ossian Sunesson, Margreth Weivers och Lena Strömdahl.

## Rollista
- Ossian Sunesson – Daniel Marklund, 11 år
- Margreth Weivers – Elsa Nygren, Daniels mormor
- Lena Strömdahl – Gerd Marklund, Daniels mamma
- Thomas Oredsson – Gunnar Marklund, Daniels pappa
- Jonas Bernhardsson – Johan Marklund, Daniels sexårige bror
- Olle Dahl – Leo, Daniels kompis
- Johan Stenius	– mannen som ger Daniel en klapp till tröst efter olyckan (ej krediterad)

## Om filmen
Filmen spelades in i Sverige 1981 efter ett manus av Gunér och Wikander. Fotograf var Jens Fischer och klippare Ulla Lennman. Filmen premiärvisades den 3 januari 1982 i Sveriges Televisions TV2. Den tilldelades Örnipriset 1983 för bästa barnfilm. Johan är död sändes i repris i TV2 den 2 mars 1986.